# فيكتور ميدينا
فيكتور ميدينا (بالإسبانية: Víctor Medina)‏ هو لاعب كرة قدم مكسيكي، ولد في 9 أكتوبر 1964.